# Mangora amchickeringi
Mangora amchickeringi Levi, 2005 è un ragno appartenente alla famiglia Araneidae.

## Etimologia
Il nome proprio della specie è in onore dell'aracnologo e zoologo statunitense A. M. Chickering (1887-1974), raccoglitore dei primi esemplari

## Caratteristiche
L'olotipo femminile rinvenuto ha dimensioni: cefalotorace lungo 1,7mm, largo 1,4mm; opistosoma lungo 2,2mm.

## Distribuzione
La specie è stata reperita a Panama, in Colombia, in Venezuela e a Trinidad; la località di rinvenimento dell'olotipo è quella panamense di Madden Dam, nella zona del Canale di Panama.

## Tassonomia
Nella sua pubblicazione del 1954, l'aracnologo Chickering commette un errore di identificazione di alcuni esemplari di questa specie, attribuendoli erroneamente a Mangora mobilis (O. P.-Cambridge, 1889). Solo nel 2005 l'aracnologo Levi li stabilirà come specie a sé.
Al 2014 non sono note sottospecie e dal 2007 non sono stati esaminati nuovi esemplari.